# Harpacticella inopinata
Harpacticella inopinata is een eenoogkreeftjessoort uit de familie van de Harpacticidae. De wetenschappelijke naam van de soort werd in 1908 voor het eerst geldig gepubliceerd door Georg Ossian Sars.